# North Shore United
North Shore United – półprofesjonalny, nowozelandzki klub piłkarski z siedzibą w Auckland. Jeden z najstarszych klubów piłkarskich w Nowej Zelandii, założony w 1886 roku. Dwukrotny mistrz Nowej Zelandii.

## Osiągnięcia
- Mistrzostwa Nowej Zelandii (2): 1977 i 1994;
- Zdobywca Chatham Cup (6): 1952, 1960, 1963, 1967, 1979 i 1986;
- Zdobywca Challenge Trophy (1): 1987[2].